# Maluridae
I Maluridi (Maluridae Swainson, 1831) sono una famiglia di uccelli dell'ordine Passeriformes, diffusi in Australia e in Nuova Guinea.

## Tassonomia
La famiglia comprende i seguenti generi e specie:
- Genere Sipodotus
  - Sipodotus wallacii (Gray, 1862) - scricciolo splendente di Wallace

- Genere Chenorhamphus
  - Chenorhamphus grayi (Wallace, 1862)
  - Chenorhamphus campbelli (Schodde & Weatherly, 1982)

- Genere Malurus
  - Malurus cyanocephalus (Quoy & Gaimard, 1832)
  - Malurus amabilis Gould, 1852
  - Malurus lamberti Vigors & Horsfield, 1827
  - Malurus pulcherrimus Gould, 1844
  - Malurus elegans Gould, 1837
  - Malurus assimilis North, 1901
  - Malurus cyaneus (Ellis, 1782)
  - Malurus splendens (Quoy & Gaimard, 1832) - scricciolo splendente azzurro
  - Malurus coronatus Gould, 1858
  - Malurus alboscapulatus Meyer, 1874
  - Malurus melanocephalus (Latham, 1801)
  - Malurus leucopterus Dumont, 1824

- Genere Clytomyias
  - Clytomyias insignis Sharpe, 1879 - scricciolo splendente corona aranciata

- Genere Stipiturus
  - Stipiturus malachurus (Shaw, 1798)
  - Stipiturus mallee Campbell, 1908 - scricciolo emù del Mallee
  - Stipiturus ruficeps Campbell, 1899

- Genere Amytornis
  - Amytornis barbatus Favaloro & McEvey, 1968
  - Amytornis housei (Milligan, 1902)
  - Amytornis woodwardi Hartert, 1905
  - Amytornis dorotheae (Mathews, 1914)
  - Amytornis merrotsyi Mellor, 1913
  - Amytornis striatus (Gould, 1840)
  - Amytornis goyderi (Gould, 1875)
  - Amytornis textilis (Dumont, 1824)
  - Amytornis modestus (North, 1902)
  - Amytornis purnelli (Mathews, 1914)
  - Amytornis ballarae Condon, 1969 - scricciolo d'erba di Kalkadoon